# Орфей, Еврідіка, Гермес
«Орфей, Еврідіка, Гермес» — поетичний твір австрійського поета-модерніста Р. М. Рільке, створений 1904 року; входить до збірки «Нові поезії».

## Історія створення
Вірш вийшов друком у 1907 та 1908 роках. Існує версія, що поштовхом до написання вірша став барельєф з Неаполітанського національного музею, назва якого надзвичайно подібна на підпис під барельєфом V ст. до н. е. Прообразом Еврідіки стала кохана Рільке Лу Андреас-Саломе . 

## Зміст вірша
Згідно з античним міфом, дружина Орфея, Еврідіка, раптово померла від укусу змії. Туга за коханою привела співця у царство мертвих. Його пісня, наповнена розпачем, скорботою та любов'ю, зворушила богів. Вони погодилися відпустити Еврідіку, але висунули єдину умову: Орфей не повинен бачити дружину, доки не повернеться додому. Вже неподалік від виходу з царства Аїда співець, не витримавши, все ж таки озирнувся. Через це він назавжди втратив кохану.
В основі сюжету — заключна частина давньогрецького міфу про самовіддане кохання співця Орфея; про його поривання оживити кохану німфу Еврідіку. Герой намагається подолати межі людських можливостей і повернути кохану із царства мертвих, але терпить поразку.

## Образи вірша
Хоча заголовок вірша називає дійових осіб, жодна з них по імені не названа. У творі персонажі представлені переважно займенниками.
Традиція трактування цього міфічного сюжету зосереджується на Орфеї і обходить інших персонажів міфу. В Рільке вони не поступаються щодо значущості Орфеєві.
Образ Еврідіки — образ жінки, яка перебуває вже в іншому світі. В ній згасли всі почуття та спогади.
Гермес виступає не як бог торговців і злодіїв (один із поширених варіантів тлумачення), а як Гермес Трисмегіст («тричі великий», «потрійно звеличений»), якому відкриті всі три світи. Людські долі йому небайдужі.
Образ Орфея Рільке збагатив власним розумінням. Для Рільке легенда про Орфея — символ спроби врятувати світ красою. Поет бачив у мистецтві єдиний порятунок з безвиході суєтного буденного життя, Образ Орфея — це подолання відчуженості людини. «Орфей — це сила мистецтва, що сприяє перетворенню хаосу в космос — світ причинності й гармонії, форм i образів, справжній „людський світ“», — писав про цикл поезій Рільке Д. Наливайко. Коли Рільке писав «Орфей» — він мав на увазі слово «мистецтво».

## Особливості композиції
У композиційному плані вірш можна поділити на 3 частини. У першій дається опис підземного царства, у другій - опис почуттів Орфея, у третій - опис стану Еврідіки. Найбільше уваги Рільке приділяє образу Еврідіки.

## Переклади українською
Українською М. Бажан, Юрій Клен (О. Бургардт), В. Стус.   поріняла оригінал Рільке і Переклади Бажана, Клена і Стуса порівнювали українські науковиці Ольга Калашник та Леся Кравченко.

## Вивчення в школі
За програмою "ЗАРУБІЖНА ЛІТЕРАТУРА" для 10–11 класів загальноосвітніх навчальних закладів, яка набрала чинності 1 вересня 2018 року, вірш 
«Орфей, Еврідіка, Гермес» вивчається в 11 класі [Архівовано 15 лютого 2022 у Wayback Machine.]. 